# Alessandro Minuto-Rizzo
Alessandro Minuto-Rizzo és un diplomàtic italià que va exercir com a adjunt al secretari general de l'OTAN de 2001 a 2007, i com a Secretari General Interí de l'OTAN entre el 17 de desembre de 2003 i l'1 de gener de 2004, entre les mandats de George Robertson i Jaap de Hoop Scheffer. Abans de ser nomenat secretari general adjunt, va exercir com a ambaixador d'Itàlia davant la Unió Europea Occidental i el Comitè de Política i Seguretat de la Unió Europea.